# Transports Metropolitans de Barcelona
Transports Metropolitans de Barcelona (TMB) ist der wichtigste öffentliche Verkehrsbetreiber in Barcelona. Er entstand 2004 durch den Zusammenschluss der beiden früher getrennten Firmen, Ferrocarril Metropolità de Barcelona und Transporte de Barcelona. Er betreibt die meisten U-Bahn- und Buslinien in der Metropolregion Barcelona.
Das U-Bahn-Netz besteht aus 12 Linien mit insgesamt 124 Kilometer Linienlänge und 163 Stationen. Pro Jahr werden etwa 450 Millionen Fahrgäste befördert. Die TMB betreibt acht dieser Linien (L1 bis L5 und L9 bis L11).
Im Busnetz werden 108 Linien mit einer Gesamtstrecke von 857 Kilometern betrieben. Dafür werden 1.060 Busse eingesetzt, die in vier Depots stationiert sind (Stand: Ende 2016).
TMB beschäftigt 7744 Mitarbeiter, von denen 3567 der U-Bahn und 4179 den Bussen zuzurechnen sind (Stand: Ende 2016).